# Enfonsament del Rainbow Warrior
L'enfonsament del Rainbow Warrior, amb el nom d'Opération Satanique, va ser un atemptat de la Direcció General de Seguretat (DGSE), els serveis d'intel·ligència francesos, efectuat el 10 de juliol de 1985. Durant l'operació, dos agents van sabotejar i enfonsar amb dues mines submarines el Rainbow Warrior, el vaixell insígnia de la flota de Greenpeace, al port d'Auckland, a Nova Zelanda. El vaixell era a punt de partir per a una campanya de protestes en aigües internacionals properes a la zona de proves nuclears franceses a l'atol de Moruroa. El fotògraf Fernando Pereira va morir de resultes de l'atemptat.
França va negar inicialment la seva responsabilitat, però dos agents francesos van ser capturats per la policia de Nova Zelanda i acusats d'incendi, conspiració per cometre incendi, danys intencionats i assassinat. L'escàndol va donar lloc a la dimissió del ministre de defensa francès Charles Hernu, mentre els dos agents es van declarar culpables d'homicidi i van ser condemnats a deu anys de presó. Van passar una mica més de dos anys confinats a l'atol de Hao abans de ser excarcerats pel govern francès.
Diverses figures polítiques, com l'aleshores primer ministre neozelandès David Lange, s'han referit a l'atemptat com un acte de terrorisme o terrorisme d'Estat.

## Esdeveniments
França va començar a fer assajos nuclears el 1966 a l'atol de Mururoa, a l'arxipèlag de Tuamotu de la Polinèsia Francesa. El 1985, vuit països del Pacífic Sud, incloent Nova Zelanda i Austràlia, van signar un tractat que declarava la regió nuclear-free zone.
Des que Greenpeace va adquirir-lo el 1977, el Rainbow Warrior va donar suport a diverses campanyes contra la caça de balenes, contra la caça de foques, contra els assajos nuclears i l'abocament de residus nuclears. Des de principis de 1985, el vaixell tenia la seu al sud de l'Oceà Pacífic, on la seva tripulació feia campanya contra les proves nuclears.
Agents francesos de la DGSE, fent-se passar per turistes, van visitar el vaixell mentre estava obert al públic, i Christine Cabon es va fer passar per l'ambientalista «Frederique Bonlieu» per a infiltrar-se a l'oficina de Greenpeace a Auckland.

Dos bussejadors van col·locar les dues mines submarines que van detonar amb deu minuts de diferència. El fotògraf Fernando Pereira era al vaixell buscant l'equip de filmació quan es produí la segona explosió i com a conseqüència es va ofegar, mentre la resta de la tripulació era expulsada a l'aigua per l'explosió. El Rainbow Warrior es va enfonsar quatre minuts més tard.

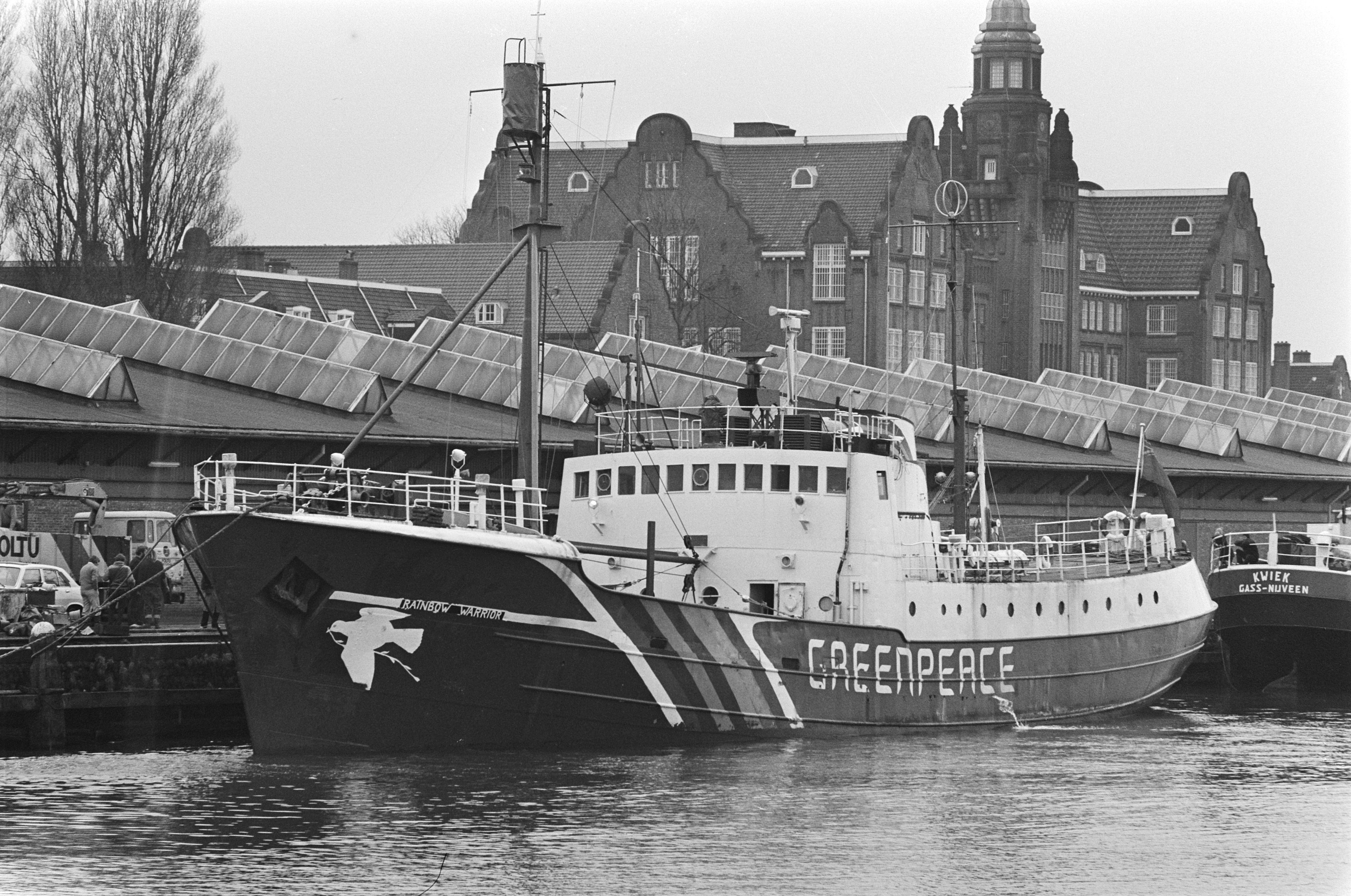
El Rainbow Warrior el 1981

L'Operátion Satanique va ser un nyap de relacions públiques. França, aliat de Nova Zelanda, va negar inicialment la seva participació i es va unir a condemnar el que va descriure com un acte terrorista. L'ambaixada francesa a Wellington va negar la seva participació, afirmant que «el govern francès no tracta els seus opositors d'aquesta manera».
Després de l'atemptat, la policia de Nova Zelanda va iniciar una de les investigacions policials més grans del país. Van identificar dos dels agents francesos, el capità Dominique Prieur i el comandant Alain Mafart, com a possibles sospitosos. Prieur i Mafart van ser identificats amb l'ajut de la xarxa Neighborhood Watch i arrestats. Ambdós, amb passaports suïssos, van ser interrogats i investigats.
Els altres agents de l'equip francès van escapar de Nova Zelanda. Christine Cabon, havia marxat a Israel immediatament abans de l'enfonsament. Després d'haver-la identificat com a participant en l'operació, la policia d'Auckland va sol·licitar que les autoritats israelianes la detinguessin. Cabon va ser detinguda però va fugir abans de ser arrestada.
Tres agents més, que havien portat les bombes a Nova Zelanda amb el iot Ouvéa, van escapar amb el iot, però van ser arrestats per la policia australiana a l'Illa Norfolk i després alliberats ja que la legislació australiana no permetia retenir-los fins a tenir les proves forenses. Més endavant van ser rescatats pel submarí francès Rubis, que va destruir l'Ouvéa.

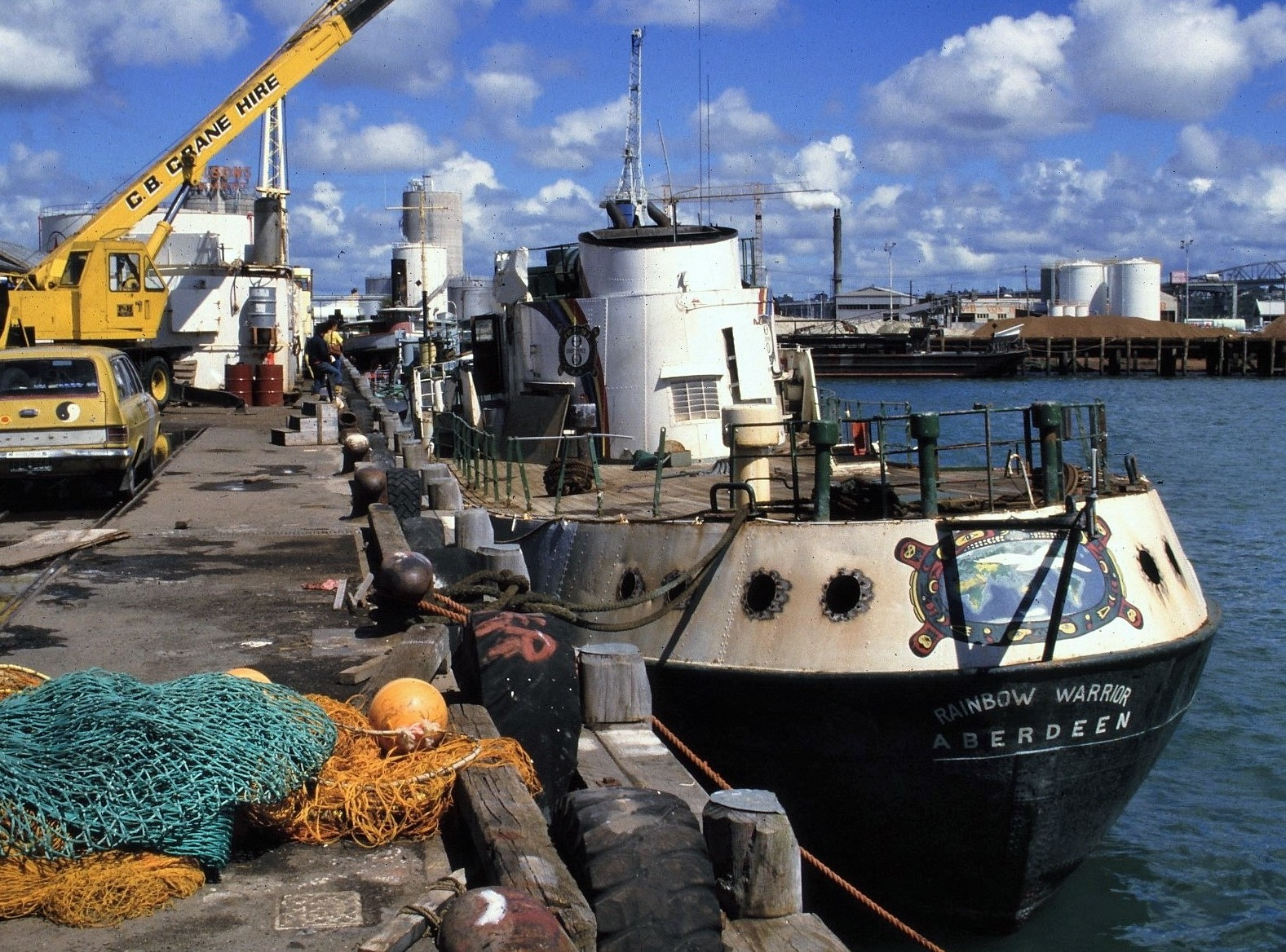
El Rainbow Warrior el 1985 a Auckland

Un cop era evident que l'atemptat era l'acció del govern d'un estat amic, el govern de Nova Zelanda va deixar de referir-s'hi com un «acte terrorista», i va qualificar-lo «d'atac criminal de responsabilitat internacional estatal al territori sobirà de Nova Zelanda».
Prieur i Mafart es van declarar culpables d'homicidi i van ser condemnats a 10 anys de presó el 22 de novembre de 1985. França va amenaçar amb un embargament econòmic de les exportacions de Nova Zelanda a la Comunitat Econòmica Europea si la parella de criminals no era alliberada.
França va emprendre la seva pròpia comissió d'investigació que declarava innocent el govern francès de qualsevol implicació en l'acte terrorista, afirmant que els agents arrestats, que encara no s'havien declarat culpables, només havien estat espiant Greenpeace. Quan The Times i Le Monde van contradir aquestes conclusions demostrant que el president François Mitterrand havia autoritzat l'atemptat, el ministre de Defensa, Charles Hernu, va dimitir i el cap de la DGSE, l'almirall Pierre Lacoste, va ser acomiadat. Finalment, el primer ministre Laurent Fabius va admetre que l'atemptat havia estat un complot francès. El 22 de setembre de 1985 va convocar la premsa al seu despatx per a llegir una declaració de 200 paraules en què deia «la veritat és cruel», va reconèixer que hi havia hagut encobriment i que els «agents del servei secret francès van enfonsar el vaixell complint ordres».

## Conseqüències

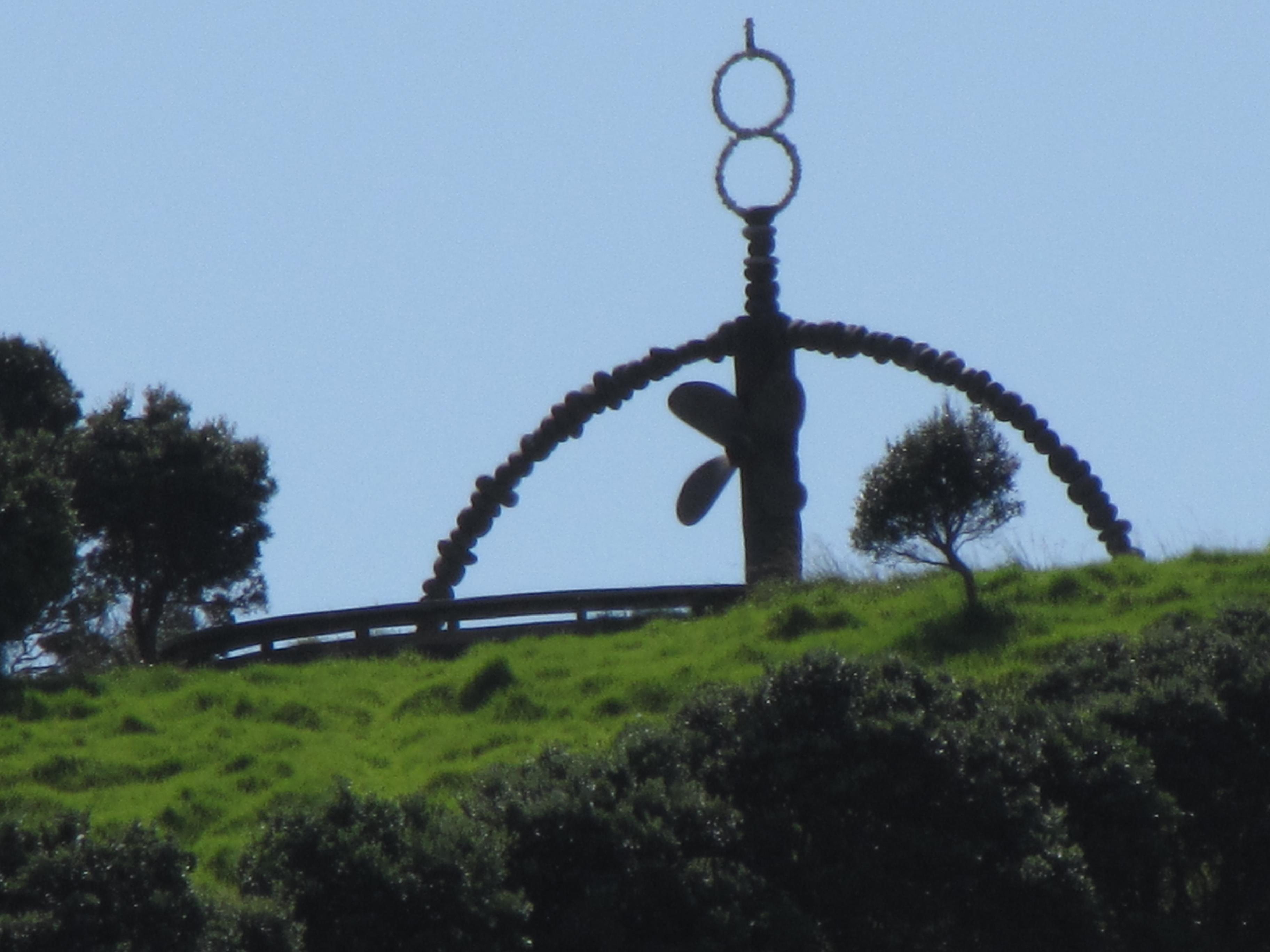
Memorial dedicat al Rainbow Warrior a la badia de Matauri a Northland

Després de l'atemptat, una flotilla de iots privats neozelandesos es va dirigir a Moruroa per a protestar contra les proves nuclears franceses. Tot i que llavors es van aturar els assajos nuclears francesos al Pacífic, es va realitzar una altra sèrie de proves el 1995.
El concert benèfic Greenpeace Rainbow Warrior al Mount Smart Stadium d'Auckland el 5 d'abril de 1986 va incloure actuacions de Herbs, Neil Young, Jackson Browne, Graham Nash, Topp Twins, Dave Dobbyn i Split Enz.
El Rainbow Warrior va ser reflotat per a un examen forense. Va ser considerat irreparable i fou enfonsat a la badia de Matauri, prop de les illes Cavalli, el 12 de desembre de 1987, perquè servís de santuari marí. Els seus pals s'exposen al Museu Marítim de Dargaville.
El 14 d'octubre de 2011, Greenpeace va presentar un nou vaixell de vela anomenat Rainbow Warrior III, que està equipat amb un motor elèctric auxiliar.
El 1987, mercès de la pressió internacional, França va pagar 8,16 milions de dòlars a Greenpeace en danys i perjudicis, fet que va ajudar a finançar un altre vaixell. També va pagar una indemnització a la família Pereira, reemborsant la seva companyia d'assegurances amb 30.000 florins i pagant 650.000 francs a l'esposa, 1.5 milions de francs als seus dos fills i 75.000 francs a cadascun dels seus pares.
El descrèdit dels líders occidentals alhora de condemnar la violació de la sobirania d'una nació amiga va provocar un gran canvi en la política exterior i de defensa de Nova Zelanda. Nova Zelanda es va distanciar dels Estats Units, un aliat tradicional, i va establir relacions amb petites nacions del Pacífic Sud, mantenint relacions excel·lents amb Austràlia i, en menor mesura, amb el Regne Unit.

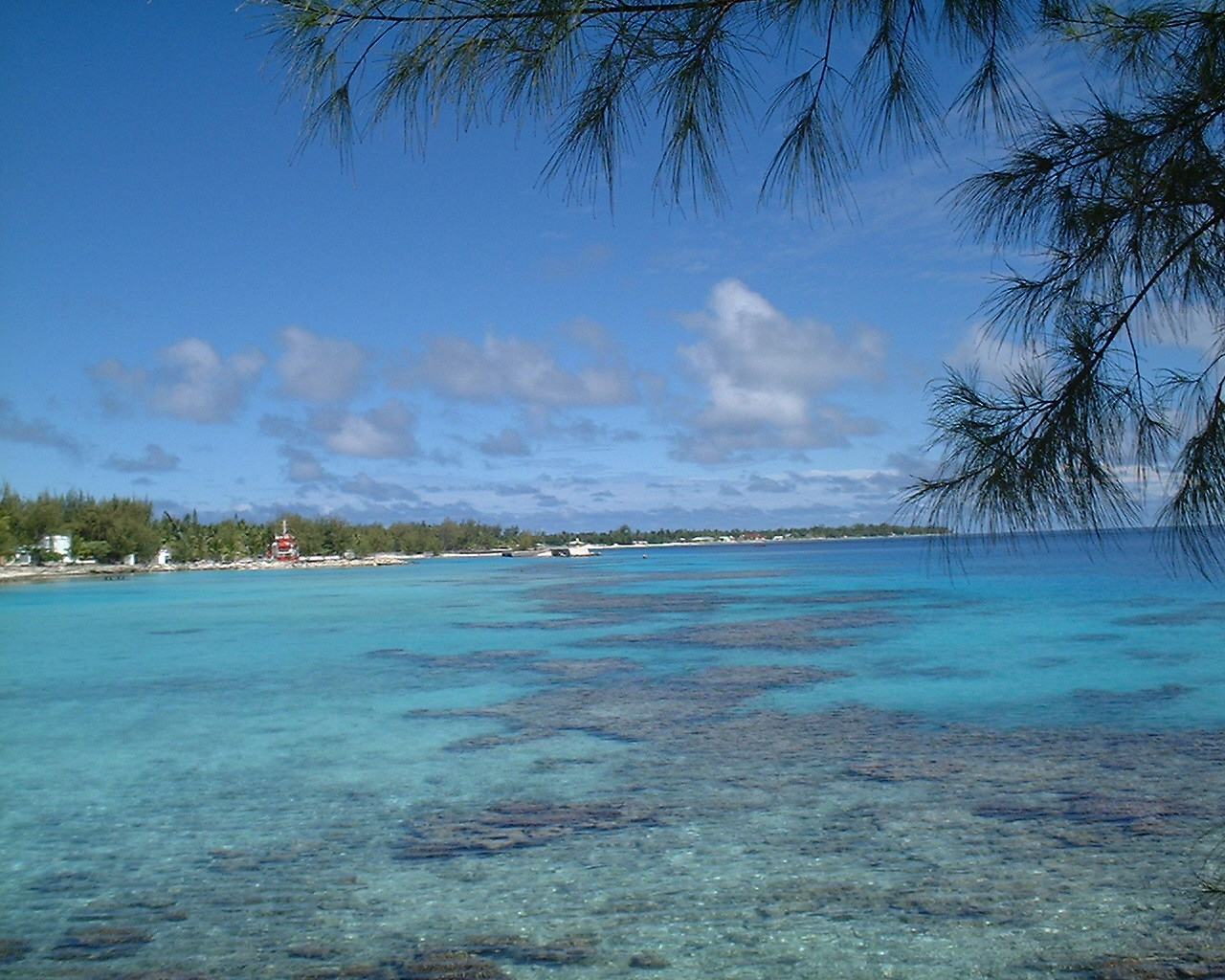
Atol Hao

El juny de 1986, en un acord polític amb el primer ministre de Nova Zelanda, David Lange, presidit pel secretari general de les Nacions Unides, Javier Pérez de Cuéllar, França va acordar pagar 13 milions de dòlars neozelandesos i demanar disculpes. A canvi, Alain Mafart i Dominique Prieur serien detinguts a la base militar francesa de l'atol Hao durant tres anys. No obstant això, els dos agents van tornar a França el maig del 1988, després de menys de dos anys a l'atol. Mafart va tornar a París el 14 de desembre de 1987 per rebre tractament mèdic i va ser alliberat després del tractament, va continuar a l'exèrcit francès i va ser ascendit a coronel el 1993. Prieur va tornar a França el 6 de maig de 1988 perquè estava embarassada. També va ser alliberada i posteriorment ascendida. L'evasió dels agents de Hao es va considerar que infringia l'acord de 1986.
El 1990, després de l'incompliment de l'acord, Javier Pérez de Cuéllar va atorgar a Nova Zelanda 3,5 milions neozelandesos per a establir el New Zealand/France Friendship Fund. Tot i que França havia demanat disculpes oficials al govern de Nova Zelanda el 1986, durant una visita l'abril de 1991, el primer ministre francès Michel Rocard va lliurar una disculpa personal. Va dir que tocava «passar pàgina» i «si ens haguéssim conegut millor això mai no hauria passat». Durant una visita realitzada el 2016, el primer ministre francès, Manuel Valls va reiterar que l'incident havia estat «un greu error».
El 2005, el diari Le Monde va publicar un informe del 1986 que afirmava que l'almirall Pierre Lacoste, cap de la DGSE en aquell moment, havia «obtingut personalment l'aprovació per a enfonsar el vaixell del difunt president François Mitterrand». Poc després de la publicació, l'ex-almirall Lacoste va fer entrevistes als diaris sobre la situació, admetent que la mort pesava sobre la seva consciència i dient que l'objectiu de l'operació no havia estat matar. Va reconèixer l'existència de tres equips: la tripulació del iot, el de reconeixement i la logística (els processats amb èxit), a més d'un equip de dos homes que va dur a terme l'atemptat.
En el vintè aniversari de l'enfonsament, es va revelar que Mitterrand havia autoritzat personalment la missió.
El 2005, en una entrevista amb TVNZ, l'empresari Louis-Pierre Dillais va reconèixer la seva participació en l'atemptat. El 2007, el Partit Verd d'Aotearoa Nova Zelanda va criticar el govern per la compra d'armes al fabricant d'armes belga FN Herstal, la filial estatunidenca del qual estava dirigida per Dillais.
El 2006, Antoine Royal va revelar que el seu germà, Gérard Royal, havia afirmat estar implicat en la col·locació de la bomba. La seva germana és la política del Partit Socialista francès Ségolène Royal, que disputava les eleccions presidencials franceses de 2007. Altres fonts van identificar Royal com el conductor del bot inflable Zodiac que transportava els explosius. El govern de Nova Zelanda va anunciar que no hi haurà cap sol·licitud d'extradició des que es va tancar el cas.

## Cultura popular
L'enfonsament i la investigació posterior van ser objecte de diverses pel·lícules: The Rainbow Warrior Conspiracy (1988) i The Rainbow Warrior (1993).
La cançó «Little Fighter» de la banda White Lion tracta de l'enfonsament, com també la cançó «Walkampf» de la banda punk alemanya Die Toten Hosen. El 2005, un supergrup de músics novazelandesos va gravar una versió d'«Anchor Me» de la banda de rock neozelandesa The Mutton Birds, per a commemorar el 20è aniversari de l'atemptat. La cançó va assolir el lloc número 3 a la llista de vendes de Nova Zelanda.
La membre de la tripulació del Rainbow Warrior, Grace O'Sullivan, va ser elegida al Seanad Éireann el 2016 i es va convertir en diputada europea del districte electoral d'Irlanda Sud el juliol de 2019.